# George H. Moses
George H. Moses (Lubec, 1869. február 9. – Concord, 1944. december 20.) az Amerikai Egyesült Államok szenátora (New Hampshire, 1918–1933).